# Widły bojowe

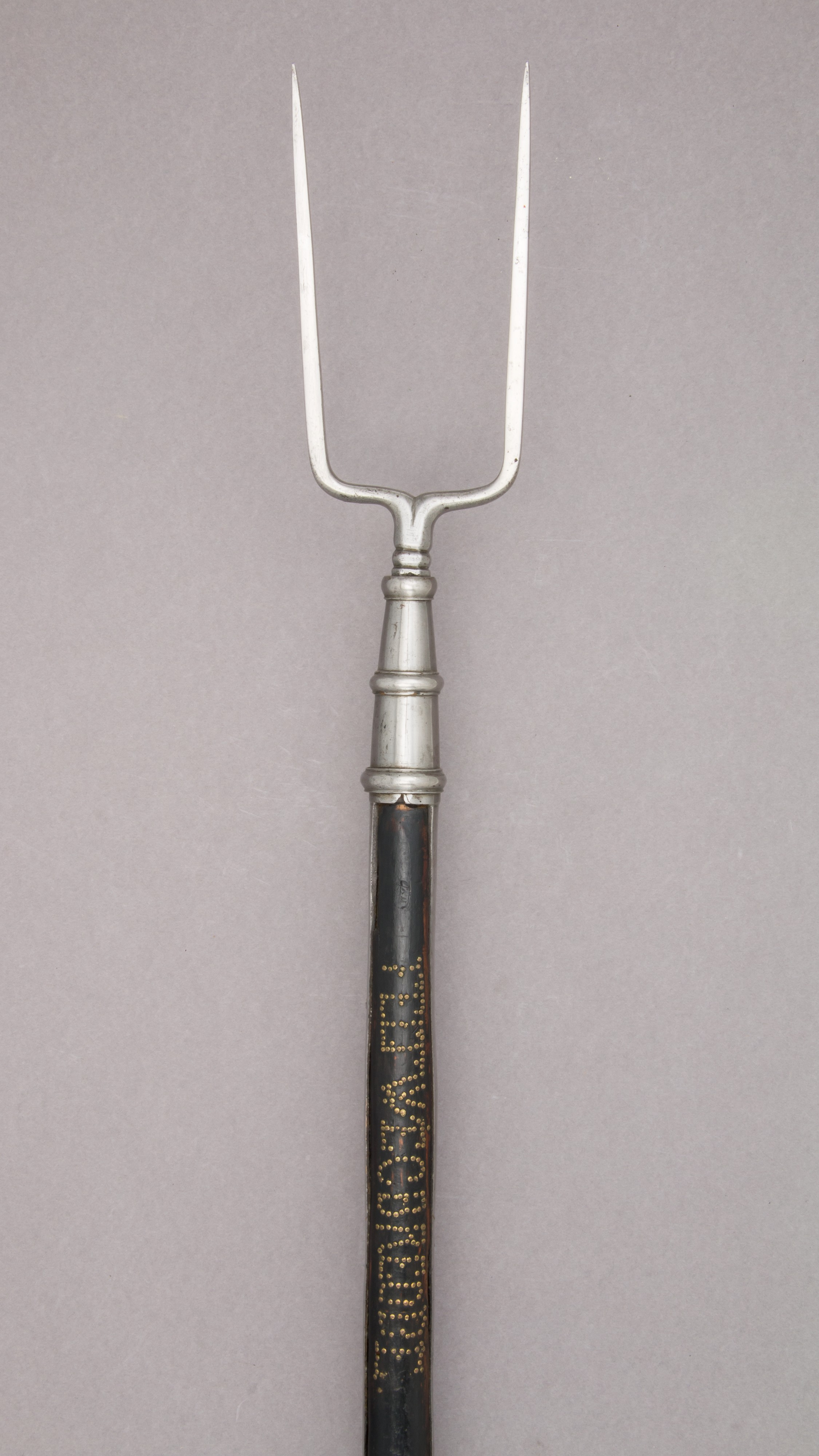
Widły bojowe

Widły bojowe – broń drzewcowa wywodząca się z wideł gospodarczych, często używana w regularnej piechocie. Typowe widły bojowe miały dwa stalowe zęby wychodzące ze sztabki poprzecznej, osadzonej przy użyciu tulei i wąsów na drzewcu. Jako element broni kombinowanej widły łączono czasem z halabardą, zastępując nimi jej grot. W Indiach i Persji widły bojowe miały zęby płaskie, lancetowate lub płomieniste i osadzone były na sercowatej, pionowej tarczce.
Oprócz walki przy użyciu specjalnych wideł bojowych niekiedy improwizowano i walczono zwykłymi widłami gospodarczymi.